# Gerhard de Beer
Gerhard de Beer (ur. 5 lipca 1994) – południowoafrykański lekkoatleta specjalizujący się w rzucie dyskiem. 
W 2011 został brązowym medalistą mistrzostw świata juniorów młodszych oraz wygrał igrzyska Wspólnoty Narodów kadetów. Trzeci zawodnik juniorskich mistrzostw świata z 2012. 
Rekord życiowy: 61,97 (21 maja 2016, Tucson).

## Osiągnięcia
| Rok  | Impreza                                       | Miejsce         | Pozycja    | Wynik |
| ---- | --------------------------------------------- | --------------- | ---------- | ----- |
| 2011 | Mistrzostwa świata juniorów młodszych         | Lille Metropole | 3. miejsce | 60,63 |
| 2011 | Igrzyska Wspólnoty Narodów juniorów młodszych | Douglas         | 1. miejsce | 67,44 |
| 2012 | Mistrzostwa świata juniorów                   | Barcelona       | 3. miejsce | 61,57 |
| 2013 | Mistrzostwa Afryki juniorów                   | Bambous         | 1. miejsce | 55,88 |